# Earthshot 世界を変える起業家たち
『Earthshot 世界を変えるテクノロジー』（アースショット せかいをかえるテクノロジー）は、2022年4月4日より同年9月19日までBSテレ東で放送されていた経済番組。デジタルガレージの一社提供。
本記事では、2021年10月4日から2022年3月28日にかけて放送された『Earthshot 世界を変える起業家たち』（アースショット せかいをかえるきぎょうかたち）についても触れる。

## 概要
デジタルガレージが2021年に開始した「Earthshot」プログラムと連動した番組。題名の「Earthshot」は、1960年代に当時のアメリカ大統領であるジョン・F・ケネディが発言した「Moonshot」にちなんだ造語で「地球環境問題の解決に向かう革新的な政策や技術を意味する」とされている。番組では基本的に、日本と世界のスタートアップを毎回2組ずつ紹介する。番組収録はデジタルガレージも入居している渋谷パルコビル10Fの「Pangaea Shibuya」および同ビル18Fの「DRAGON GATE」にて行われた。番組のエンディングテーマは坂本龍一の書き下ろし曲「DG25」。
デジタルガレージでは、本番組と連動するサイトとして、YouTubeチャンネル「Earthshot.tv」やWebサイト「Earthshot Catalog」なども公開している。

## 出演者
- 山口真由（MC）- 番組MCは本番組が初となる[3]。
- 武邑光裕（2021年10月 - 2022年3月）
- 伊藤穰一（2022年4月 - 9月）
- クリス・ペプラー（ナレーション）